# Отношения ХАМАСа и России
Россия поддерживает дружеские отношения с военизированной палестинской исламистской организацией ХАМАС, контролирующей часть сектора Газа, входящего в частично признанное Государство Палестина. Россия считает ХАМАС легитимным партнёром для переговоров; его лидеры неоднократно посещали Москву по приглашению президента Путина. Вместе с тем Россия заявляла, что не поддерживает «насилие» и «радикальные заявления» ХАМАС, как и непризнание им Израиля.
После победы ХАМАСа на выборах в законодательные органы Палестины в 2006 году Владимир Путин был одним из первых мировых лидеров, поздравивших эту группировку. В марте того же года впервые с официальным визитом в Москву прибыл Председатель политбюро ХАМАСа Халед Машаль, который имел встречи с руководством Министерства иностранных дел России. В следующем году Путин опять его принял и похвалил за «отвагу и мужество».
После нападения ХАМАСа на Израиль 7 октября 2023 года и начала войны между Израилем и ХАМАСом Россия стала ближе к ХАМАСу и оказалась более враждебной по отношению к Израилю. Халед Машаль похвалил Владимира Путина за его «смелость и мужественность». Некоторым экспертам причина косвенного одобрения действий ХАМАСа со стороны РФ видится в сходстве действий боевиков с действиями российских войск в ходе российского вторжения в Украину. И РФ, и ХАМАС рассчитывают продолжать укреплять связи.

## Предыстория
Во время всей холодной войны СССР всячески помогал материально и в иных планах антизападным террористическим и воинственным группировкам на Ближнем Востоке, включая те, которые имели своей главной целью уничтожение Израиля.

## 2000-е годы
В октябре 2000 года в интервью московской газете «Время новостей» основатель «ХАМАСа» и главный его идеолог шейх Ясин призвал «мусульман, воюющих в Чечне», «сражаться против России» (см. Вторая чеченская война). «У нас свой оккупант, у них — свой», — отмечал он.
Согласно заявлению А. Калугина, специального представителя МИД России по ближневосточному урегулированию, сделанному им в марте 2004 года:
«Группировка ХАМАС не внесена в России в список террористических организаций, поскольку она не действует на российской территории. Соответственно, у нас нет юридической оценки её деятельности». В августе 2004 года Россия осудила теракт ХАМАСа в Беэр-Шеве, где были убиты 17 человек.
Отношения России и ХАМАСа сильно потеплели после того, как ХАМАС смог победить на выборах в парламент Палестинской автономии в январе 2006 года. 31 января на ежегодной пресс-конференции президент РФ Путин напомнил, что Россия никогда не считала ХАМАС террористической организацией, но добавил, что это не значит, что РФ поддерживает все действия ХАМАСа.
3 марта 2006 года председатель политбюро ХАМАСа Халед Машаль прибыл в Москву и провёл переговоры в МИД России, где имел встречи с замглавы МИДа Александром Салтановым и министром Сергеем Лавровым. В августе 2006 года президент Торгово-промышленной палаты Российской Федерации Евгений Примаков отметил, что он «считает ХАМАС не террористической, а благотворительной организацией». На том же уровне делегация ХАМАСа во главе с Халедом Машалем была принята в Москве в конце февраля 2007 года. После встречи с Халедом Машалем Лавров заявил: «Мы будем добиваться, чтобы все международное сообщество поддержало мирный процесс и сделало его необратимым, в том числе помогало снятию экономической блокады с Палестины».

## 2010-е годы
| ХАМАС | Россия |
| Страны: - Австралия - Великобритания - Израиль - Канада - Новая Зеландия - Парагвай - США - Япония Организации: - Европейский союз Запрещён в странах: - Иордания | Страны: - С 10 мая 2022 — Литва - С 6 июля 2022 — Украина - С 11 августа 2022 — Латвия - С 18 октября 2022 — Эстония - С 13 ноября 2022 — Чехия - С 24 ноября 2022 — Нидерланды - С 15 декабря 2022 — Польша - С 16 февраля 2023 — Словакия Организации: - С 13 октября 2022 — ПАСЕ - С 21 ноября 2022 — ПА НАТО - С 23 ноября 2022 — Европарламент - С 4 июля 2023 — ПА ОБСЕ |

11 мая 2010 года президент России Дмитрий Медведев встретился в Сирии с находившимся там главой политбюро ХАМАС Халедом Машалем, на встрече присутствовал и президент Сирии Башар Асад. На встрече обсуждались вопросы, касающиеся отношений ХАМАС-ФАТХ, создания палестинского государства и тяжёлой гуманитарной ситуации в секторе Газа. Медведев призвал ХАМАС как можно скорее решить проблему освобождения израильского ефрейтора Гилада Шалита, похищенного членами военного крыла ХАМАС 25 июня 2006 года. МИД Израиля в ответ заявил, что «Израиль разочарован встречей Медведева с Машалем, поскольку ХАМАС ничем не отличается от чеченских террористов, а Машаль — от Шамиля Басаева», и что «нельзя делить террористов на хороших и плохих по географической принадлежности…».
Несмотря на то что ХАМАС был против поддерживаемого Россией Башара Асада во время сирийской гражданской войны с 2011 года, РФ не ухудшила отношение с ХАМАСом. В 2015 году замглавы МИД РФ и спецпредставитель президента России по Ближнему Востоку и Северной Африке Михаил Богданов называл эту организацию составной частью палестинского общества и подтвердил, что РФ не считает ХАМАС террористами.

## 2020-е годы
В мае 2022 года в России прошла встреча делегации ХАМАС с министром иностранных дел Сергеем Лавровым и главой Чеченской республики Рамзаном Кадыровым. В сентябре последовал новый визит в Россию делегации ХАМАС, возглавленной Исмаилом Ханией, в ходе которого прошли очередная встреча с Сергеем Лавровым, посещение Государственной думы и встреча в Казани с главой Татарстана Рустамом Миннихановым. Делегация ХАМАС осталась довольна визитом, Хания отметил, что ХАМАС разделяет «многие позиции российской внешней политики».
После победы Владимира Путина на выборах президента РФ в 2024-м году ХАМАС поздравил его с победой. Глава политбюро Исмаил Хания высоко оценил позицию России в «поддержке палестинского вопроса», а член политбюро группировки Бассем Наим заявил, что победа Путина отвечает стратегическим интересам палестинцев и ближневосточного региона в целом.

## Война Израиля и ХАМАСа (2023)
После самого большого теракта в истории Израиля, жертвами которого стали не менее 20 россиян, правительство РФ не стало осуждать ХАМАС, а только выразило озабоченность. Этот жест эксперты оценивают тем, что «Москва в очередной раз легитимизировала ХАМАС как политическую силу через признание». Эксперты отмечают, что «поддержка Россией террористической организации ХАМАС в её нападении на Израиль имеет смысл. Россия без колебаний поддерживает хорошие отношения с другими государствами-спонсорами терроризма… стратегический саммит с Северной Кореей в сентябре… верительные грамоты посланника афганских талибов… поддерживает тесный союз с Ираном, который является основным поставщиком оружия и дипломатической поддержки ХАМАС».
Во время последовавшей войны Россия использовала свои государственные СМИ и ведущие социальные сети для поддержки ХАМАСа и очернения Израиля, а также его главного союзника, США. Российские пропагандисты, публикуя сфабрикованные материалы, отрицали военные преступления ХАМАС, называя обнародованные Израилем свидетельства фальсификацией.
14 октября ХАМАС поблагодарил Путина за его «позицию в отношении продолжающейся сионистской агрессии против нашего народа». Россия, в свою очередь, 26 октября официально приняла делегацию руководителей ХАМАС во главе с Мусой Абу Марзуком, назвав ХАМАС «политическим движением». Израиль осудил это как «предосудительный шаг, который оказывает поддержку терроризму и придаёт легитимность ужасающим действиям террористов ХАМАСа». По итогам переговоров в Москве Муса Абу Марзук заявил прессе, что Россия — «дружественная страна, с которой [движение] готово консультироваться по различным вопросам»; также подтвердил, что движение намерено работать над «освобождением всех гражданских заложников и иностранных удерживаемых лиц, не имеющих израильского гражданства».
22 ноября 2023 года Мусаб Хасан Юсеф, сын сооснователя ХАМАСа Юсефа Хасана, заявил, что: 

ХАМАС служит иностранным интересам; мы говорим об Иране и России. ХАМАС служит обеим сторонам; Иран платит им около миллиарда долларов ежегодно. Иран — настоящий хозяин в этой картине. ХАМАС не служит палестинскому народу; ХАМАС служит Ирану. Это хозяева ХАМАСа. Итак, их ложь о национализме, что они являются националистическим движением, которое заботится о палестинском народе? Посмотри на них! Они используют палестинский народ в качестве живого щита! Нам нужно освободить Газу от ХАМАСа. Это то, что делает Израиль. Он оказывает палестинскому народу величайшую услугу, свергнув ХАМАС.
Когда 31 июля 2024 года глава ХАМАС Исмаил Хания был убит в Тегеране, предположительно — израильским ударом с воздуха, МИД РФ назвало это «абсолютно неприемлемым политическим убийством», ведущем «к дальнейшей эскалации напряженности».

## Использование ХАМАСом оружия российского производства
Российское оружие много лет попадало в руки ХАМАСа, и в настоящее время часть оружия, используемого ХАМАСом — российского производства. Один из главарей ХАМАСа Усама Хамдан на вопрос: «Откуда ХАМАС взял такое большое количество ракет российского производства, использованных для нападения на Израиль?» отметил: «Я думаю, что русский народ должен гордиться тем, что он дал угнетённым народам мира оружие, с помощью которого они могут защитить себя. Это оружие было отправлено в наш регион в 60-70-е годы».
В интервью российским СМИ член руководства ХАМАСа Али Барака сообщил, что с разрешения России его группировкой было налажено в секторе Газа местное производство автоматов Калашникова и патронов к ним.
Украинская разведка прямо обвинила РФ в поставке оружия ХАМАСу; хотя подтверждения пока не предоставлено, эксперты полагают, что «в какой-то форме поддержка, судя по всему, осуществлялась».

## Террористические действия ХАМАСа против граждан РФ

Фотография российской семьи Труфановых, репрессированой террористами ХАМАСа

31 августа 2004 года, в ходе крупного теракта ХАМАС в Беэр-Шеве, был убит 52-летний Виталий Бродский, гражданин России и Израиля.

### Вторжение ХАМАСа в Израиль (2023)
При вторжении в Израиль 7 октября 2023 года террористы ХАМАСа, по информации на 25 октября 2023 года убили 23 россиянина, и не менее 4 пропали без вести. ХАМАСовцы также похитили ряд граждан РФ. Среди похищенных — Андрей Козлов из Санкт-Петербурга, который подрабатывал на музыкальном фестивале в Реиме, где ХАМАС устроил самую большую резню в истории государства Израиль. Тётя похищенного Анна Ямпольская 9 октября 2023 года отметила: «Извините, но властям России я не верю сегодня. По большому счёту они ничем не отличаются сегодня от ХАМАСа». Она добавила, что многим молодым гражданам РФ после начала войны РФ с Украиной пришлось уехать в другие страны, включая Израиль.
73-летняя Ирина Татти, работающая врачом-фтизиатром в детской поликлинике и туберкулезном диспансере Ростова-на-Дону, вместе своей дочкой и внуком тоже попала в плен к террористам ХАМАСа.
Зятя Ирины, гражданина РФ Виталия Труфанова, террористы убили в ходе внезапной атаки исламистов на Израиль 7 октября 2023 года. Террористы похитили всю семью Труфановых, граждан РФ, в том числе 50-летнюю Елену Труфанову, 27-летнего Александра Труфанова и его невесту Сапир Коэн.
26 ноября, после того как уже дважды были освобождены заложники из Таиланда и Филиппин, Путин попросил ХАМАС освободить также и одного российского заложника. В конце ноября 2023 года член политбюро движения Муса Абу Марзук заявил «Мы не освобождали никого из израильских мужчин, которые находятся в Газе, за исключением россиянина Рона Кривого, которого мы освободили в знак признательности движения в отношении позиции президента РФ Путина. Сегодня ещё несколько других россиян будут освобождены вне рамок сделки о перемирии». Однако впоследствии заявление Абу Марзука не подтвердилось и объявленное «данью уважения президенту РФ» освобождение Ирины Тати и её дочери Елены пошли в счёт квоты по обменной сделке, за счет Израиля, а не как «дань Путину». Политолог Аббас Галлямов отмечает, что у ХАМАСа в плену минимум десять россиян и отмечает, что освобождение только одного выглядит как торг ХАМАСа с Россией. Он добавляет, что история не совпадает с тем, что публично декларируется.

### Отказ РФ преследовать ХАМАС
На вопрос о причинах непризнания Россией ХАМАСа и других аналогичных группировок террористическими организациями посол РФ в Израиле Александр Шеин ответил: «Понимаете, эти террористические акты не были направлены против российских граждан. Конечно, случайные жертвы могли быть <…> Если будет доказано, что целью теракта были именно российские граждане, то Верховный суд может принять решение о признании такой организации террористической».
Запросы в РФ признать ХАМАС террористами делались не единожды:
- В 2016 году российские граждане написали запрос в Генеральную прокуратуру РФ с требованием признать ХАМАС террористической организацией[48].
- В 2023 году в связи с убийством террористами ХАМАС члена семьи Труфановых и похищением ещё четырёх из них во время резни в кибуце Нир-Оз, муниципальным депутатом из Санкт-Петербурга Сергеем Самусевым был направлен запрос в ФСБ Российской Федерации о расследовании действий ХАМАСа (убийства и похищения людей) и квалификации их как терроризма. Однако в ответ отдел по защите конституционного строя и борьбе с терроризмом ФСБ РФ заявил, что «оснований для принятия органами федеральной службы безопасности мер реагирования в настоящее время не имеется»[49].

По оценке Фонда Карнеги, в течение долгого времени Израиль был одним из основных партнёров России на Ближнем Востоке, но поддержка Москвой ХАМАСа повлияла на отношения стран и снизила влияние РФ в регионе.

### Комментарии
1. ↑  ХАМАС признан террористической организацией Европейским союзом, Организацией американских государств и властями Аргентины, Австралии, Великобритании, Израиля, Канады, Новой Зеландии, Парагвая, США и Японии. Его деятельность также запрещена в Иордании и Египте.